# 秋田市東部市民サービスセンター
秋田市東部市民サービスセンター（あきたしとうぶしみんサービスセンター）は、秋田県秋田市広面にある複合公共施設。愛称はいーぱる。略称は、「東部SC」。

## 概要
秋田市では2009年（平成21年）の西部市民サービスセンターを皮切りに、市内7か所（中央、東部、西部、南部、北部、河辺、雄和）に市役所の支所、公民館、子育て支援等の機能を複合化した市民サービスセンターの設置を進めているが、本施設はその最後発にあたるものである（中央地区の市民サービスセンターは秋田市庁舎内に設置される）。「いーぱる」の愛称は公募により決定された。既設の東部公民館の南隣、東部地域運動広場に建設され、2015年（平成27年）8月24日に開館した。当センター開館に先立って2015年7月31日に閉館した東部公民館の機能を引き継ぐほか、地域活動支援、子育て支援等の機能を担うが、当センターでは、住民票の写しの発行業務や届け出関連などに代表される市役所の支所機能は設置されず、東部地区の市役所支所機能は秋田拠点センターアルヴェ内の駅東サービスセンターが担う。したがって、先行の施設と比べて小規模なものとなっている。
なお、当センターが建設された東部地域運動広場は、1976年（昭和51年）まで秋田市立広面小学校があった跡地である。

## 施設

### 1階
- 地域文化ホール - 132人を収容できる講演会、発表会等に利用できるステージが設置されたホールである。
- 多目的ホール - アリーナ型の体育施設としても使用できるホールである。
- 子育て交流ひろば - 主として就学前の乳幼児とその保護者が利用対象。

### 2階
- 読書室
- 調理室
- 陶芸工作室
- 和室1～2
- 洋室1～3

## 交通アクセス
- 秋田中央交通松崎団地線、太平線ほか「谷内佐渡中丁」下車、徒歩約2分。

## 近隣施設
- 秋田広面郵便局
- 秋田銀行広面支店
- 秋田大学医学部附属病院